# Assyro-babylonisk religion
Assyro-babylonisk religion (kallas även Ashurism av moderna assyrier) var assyriernas religion före kristendomen. Ashur dyrkades som en gud i Assyriens huvudstad Nineve och i den andra huvudstaden Babylon var Marduk den högsta guden. Det var en polyteistisk religion. Den assyriska religionen fanns kvar ända fram till 1700-talet i ställen såsom Mardin.